# Myrcia densa
Myrcia densa är en myrtenväxtart som först beskrevs av Dc., och fick sitt nu gällande namn av Marcos Sobral. Myrcia densa ingår i släktet Myrcia och familjen myrtenväxter. Inga underarter finns listade i Catalogue of Life.